# Paul Levinson
Paul Levinson és un escriptor americà i professor de Ciències de la Comunicació a la Fordham University de Nova York. Les novel·les de Levinson, breus relats de ficció i no ficció, han estat traduïdes a dotze idiomes. Anteriorment, ha exercit com a docent als següents centres: The New School, Fairleigh Dickinson University, Hofstra University, St. John's University, Polytechnic University of New York, Audrey Cohen College i el Western Behavioral Sciences Institute (WBSI). Ha realitzat ponències en classes i conferències per a nombroses universitats, entre elles la London School of Economics, Harvard University, New York University i la University of Toronto. A més, és autor de més de 100 articles de divulgació. Les obres de Levinson mostren influències d'Isaac Asimov, Thomas Jefferson, John Stuart Mill, Marshall McLuhan, Harold Innis, Karl Popper, Carl Sagan i Donald T. Campbell.